# Rino Zurzolo
Rino Zurzolo, all'anagrafe Gennaro Zurzolo (Napoli, 14 giugno 1958 – Napoli, 29 aprile 2017), è stato un contrabbassista italiano.

## Biografia

### La formazione
Secondo di quattro fratelli, Zurzolo nacque in una famiglia in cui la musica era di casa. Il terzo fratello, Marco, suona il sassofono, e l'ultima, Francesca, è una cantante. Come ricorda lo stesso musicista, fu il fratello maggiore un giorno a sabotare per gioco la sua chitarra togliendo due corde, e il futuro bassista fu sedotto dalle sonorità di quello strumento monco. Il padre incoraggiò la tendenza musicale dei figli, e a Rino regalò un contrabbasso spingendolo allo studio accademico: iscrittosi al conservatorio napoletano di San Pietro a Majella, Zurzolo assistette a una rappresentazione al Teatro San Carlo de L'uccello di fuoco di Stravinskij, e perciò iniziò a usare lo strumento per studiare le armonie dei madrigali di Gesualdo da Venosa, le melodie di Pergolesi e il contrappunto di Bach; ma presto l'interesse del giovane musicista virò verso il jazz e la musica fusion.

### La carriera musicale
A soli tredici anni, Zurzolo fu reclutato in un gruppo di nuova formazione, i Batracomiomachia. Lì venne a contatto con altri ragazzi napoletani che facevano musica: i membri del complesso erano Enzo Avitabile, Rosario Jermano, Paolo Raffone e Pino Daniele. L'esperienza gli servì anche per entrare nell'ambiente musicale partenopeo, in cui spiccavano in quel periodo Edoardo Bennato, la Nuova Compagnia di Canto Popolare, Corrado Rustici, gli Osanna e Napoli Centrale. Nel 1974, insieme a Raffone e Avitabile si unì al gruppo progressive Città Frontale, in cui militavano anche Lino Vairetti, Gianni Guarracino e Massimo Guarino. Si ricongiunse con Jermano e Avitabile quando nel 1977 fu convocato a far parte della formazione che avrebbe inciso Terra Mia, il primo disco solista di Pino Daniele in cui fece la comparsa anche il tastierista Ernesto Vitolo.
Zurzolo seguì Daniele in sala di registrazione per alcune produzioni di fine anni settanta e della prima metà degli anni ottanta, familiarizzando con artisti locali e stelle internazionali. Fu a fianco di James Senese, Karl Potter e i vecchi compagni nell'album Pino Daniele; insieme a Tony Esposito, Tullio De Piscopo e Joe Amoruso in Vai mo'; con Alphonso Johnson, Naná Vasconcelos e Mel Collins in Musicante; a lato del fratello Marco, di Steve Gadd, Mino Cinelu e Gato Barbieri in Ferryboat.
Contemporaneamente, dopo aver conseguito il diploma di conservatorio, nel triennio 1981-83 seguì i corsi di perfezionamento sotto la guida del maestro Franco Petracchi, e acquisì quella versatilità che gli permise di dedicarsi anche ad altri linguaggi musicali. Fu il fondatore dell'ensemble Rino Zurzolo Jazz da camera, con il quale emerge la sua doppia inclinazione musicale verso sonorità jazz e classiche. Quest'ultima sarebbe stata coltivata attraverso la sua partecipazione alle attività dell'orchestra della Rai di Napoli Alessandro Scarlatti. Oltre alle collaborazioni con Pino Daniele e con i musicisti che questi radunò per le sue incisioni, Zurzolo fu sul palco o in sala di incisione insieme a Chet Baker, Don Cherry, Billy Cobham, Vladimir Denissenkov, Toots Thielemans, Trilok Gurtu, Bob Berg e tanti altri. L'artista suonò anche a supporto di cantanti italiani, fra i quali Giorgio Gaber, Goran Kuzminac, Roberto Murolo, Nino Buonocore, Mia Martini, Enzo Gragnaniello, Giorgia, Gino Paoli e musicisti come Riccardo Zappa.
Nel 1990, attraverso un referendum indetto dalla rivista musicale Guitar Club, Rino Zurzolo fu indicato il miglior contrabbassista italiano. Nello stesso anno pubblicò il suo primo album, Fuorlovado, che ebbe un buon successo di critica e una positiva accoglienza del pubblico. Il secondo lavoro è del 1994 e si intitola Rua Catalana, e quattro anni dopo è la volta di Alchimusa, caratterizzata dalla presenza di sonorità sudamericane.
Dopo quindici anni dalle ultime collaborazioni riapparve assieme a Pino Daniele nel disco del 2001 Medina, e nel 2008 si riunì alla storica banda assieme a Pino Daniele, James Senese, Tullio De Piscopo, Joe Amoruso e Tony Esposito. Il 2003 è l'anno della produzione di Wunderkammer, che include i frutti dell'itinerario musicale di Zurzolo fra musica da camera e jazz. Il 2014 vede la pubblicazione dell'album live che ritrae l'artista napoletano con il suo gruppo nel concerto tenuto il 30 giugno 2012 al Castel Sant'Elmo di Napoli.
Rino Zurzolo aveva alternato le sue attività sul palco e in studio con l'insegnamento del contrabbasso presso il conservatorio statale di musica Nicola Sala di Benevento.

### La morte
Il 29 aprile 2017 è morto a Napoli, a seguito di una malattia che gli era stato diagnosticata solo pochi mesi prima. Aveva 58 anni.

## Discografia
- 1990 – Fuorlovado
- 1994 – Rua Catalana
- 1998 – Alchimusa
- 2003 – WunderKammer
- 2014 – Rino Zurzolo live in concert